# Ash Taylor
Ashton John Taylor (* 2. September 1990 in Bromborough) ist ein walisischer Fußballspieler, der bei Bradford City spielt.

## Karriere

### Verein
Ash Taylor begann seine Karriere als 10-Jähriger bei den Tranmere Rovers. Im Jahr 2009 wurde Taylor von Januar bis März an den walisischen Verein FC Colwyn Bay in die Northern Premier League verliehen. Für den Verein aus dem nördlichen Teil von Wales bestritt er 14 Ligaspiele und erzielte einen Hattrick in der Partie gegen Lancaster City. Nach seiner Rückkehr nach Birkenhead absolvierte Taylor im Mai 2009 sein erstes Profispiel. Er debütierte für den Drittligisten im Spiel gegen Scunthorpe United, als er in der 90. Spielminute für Antony Kay eingewechselt wurde. Im November 2009 erzielte der Innenverteidiger zudem sein erstes Profitor. Am Saisonende 2013/14 stiegen die Rovers in die vierte Liga ab. Taylor verließ daraufhin den Verein, für den er zwischen den Jahren 2009 und 2014 insgesamt 185 Ligaspiele und 8 Tore erzielt hatte. Im Mai 2014 wechselte Taylor zum schottischen Erstligisten FC Aberdeen. Mit den Dons wurde Taylor in den beiden Spielzeiten 2014/15 und 2015/16 jeweils Vizemeister hinter Celtic Glasgow.

### Nationalmannschaft
Ash Taylor spielte im Jahr 2012 mindestens dreimal in der walisischen U-21.